# Passiflora quadriglandulosa
Passiflora quadriglandulosa Rodschied – gatunek rośliny z rodziny męczennicowatych (Passifloraceae Juss. ex Kunth in Humb.). Występuje naturalnie w Peru, Boliwii, Wenezueli, Gujanie oraz Brazylii (w stanach Amazonas i Pará). 

## Morfologia
PokrójZdrewniałe, trwałe, nagie liany.
LiściePotrójnie klapowane, sercowate lub ścięte u podstawy, skórzaste. Mają 6–18 cm długości oraz 3–14 cm szerokości. Ząbkowane, ze spiczastym wierzchołkiem. Ogonek liściowy jest nagi i ma długość 10–25 mm. Przylistki są szczeciniaste o długości 3–5 mm.
KwiatyPojedyncze. Działki kielicha są podłużnie lancetowate, mają 4–8 cm długości. Płatki są podłużnie lancetowate, mają 4–7,5 cm długości. Przykoronek ułożony jest w dwóch rzędach, ma 8–15 mm długości.
OwoceSą jajowatego kształtu. Mają 3–8 cm długości i 2,5–5 cm średnicy.

## Biologia i ekologia
Występuje w lasach na wysokości do 700 m n.p.m.